# Saint-André-de-Cruzières
Pour les articles homonymes, voir Saint-André.
Saint-André-de-Cruzières est une commune française, située dans le département de l'Ardèche en région Auvergne-Rhône-Alpes.

## Géographie

### Situation et description
Le village de Saint-André-de-Cruzières se situe au sud-est du département de l’Ardèche, et à quelques kilomètres du département du Gard, au sein du pays des Cruzières. Il est rattaché au canton des Cévennes ardéchoises, ainsi qu'à la communauté de communes Pays des Vans en Cévennes.

### Communes limitrophes
Les communes limitrophes sont Banne, Beaulieu, Berrias-et-Casteljau, Saint-Paul-le-Jeune, Saint-Sauveur-de-Cruzières, Courry et Saint-Brès.

### Climat
Pour des articles plus généraux, voir Climat d'Auvergne-Rhône-Alpes et Climat de l'Ardèche.
En 2010, le climat de la commune est de type climat méditerranéen franc, selon une étude du CNRS s'appuyant sur une série de données couvrant la période 1971-2000. En 2020, Météo-France publie une typologie des climats de la France métropolitaine dans laquelle la commune est exposée à un climat de montagne ou de marges de montagne et est dans la région climatique Provence, Languedoc-Roussillon, caractérisée par une pluviométrie faible en été, un très bon ensoleillement (2 600 h/an), un été chaud (21,5 °C), un air très sec en été, sec en toutes saisons, des vents forts (fréquence de 40 à 50 % de vents > 5 m/s) et peu de brouillards.
Pour la période 1971-2000, la température annuelle moyenne est de 13,4 °C, avec une amplitude thermique annuelle de 17,5 °C. Le cumul annuel moyen de précipitations est de 1 027 mm, avec 7,1 jours de précipitations en janvier et 3,8 jours en juillet. Pour la période 1991-2020, la température moyenne annuelle observée sur la station météorologique de Météo-France la plus proche, « Saint-Sauveur Sa », sur la commune de Saint-Sauveur-de-Cruzières à 3 km à vol d'oiseau, est de 14,6 °C et le cumul annuel moyen de précipitations est de 1 004,0 mm,. Pour l'avenir, les paramètres climatiques de la commune estimés pour 2050 selon différents scénarios d'émission de gaz à effet de serre sont consultables sur un site dédié publié par Météo-France en novembre 2022.

### Hydrographie
Le territoire communal est traversé par la Claysse, un affluent de rive gauche de la Cèze et donc un sous-affluent du Rhône.

### Voies de communication
Le territoire de la commune n'est traversé que par une seule départementale la RD 901.

### Lieux-dits, hameaux et écarts
- Chadouillet(anciennement écrit Chadouiller)
- Pierregras
- Lacroix
- Chazelles
- Pichegru

## Urbanisme

### Typologie
Au 1er janvier 2024, Saint-André-de-Cruzières est catégorisée commune rurale à habitat dispersé, selon la nouvelle grille communale de densité à 7 niveaux définie par l'Insee en 2022.
Elle est située hors unité urbaine et hors attraction des villes,.

### Occupation des sols
L'occupation des sols de la commune, telle qu'elle ressort de la base de données européenne d’occupation biophysique des sols Corine Land Cover (CLC), est marquée par l'importance des forêts et milieux semi-naturels (73,1 % en 2018), une proportion sensiblement équivalente à celle de 1990 (73,2 %). La répartition détaillée en 2018 est la suivante : 
milieux à végétation arbustive et/ou herbacée (54,9 %), cultures permanentes (26,8 %), forêts (18,2 %), espaces verts artificialisés, non agricoles (0,1 %).
L'évolution de l’occupation des sols de la commune et de ses infrastructures peut être observée sur les différentes représentations cartographiques du territoire : la carte de Cassini (XVIIIe siècle), la carte d'état-major (1820-1866) et les cartes ou photos aériennes de l'IGN pour la période actuelle (1950 à aujourd'hui).

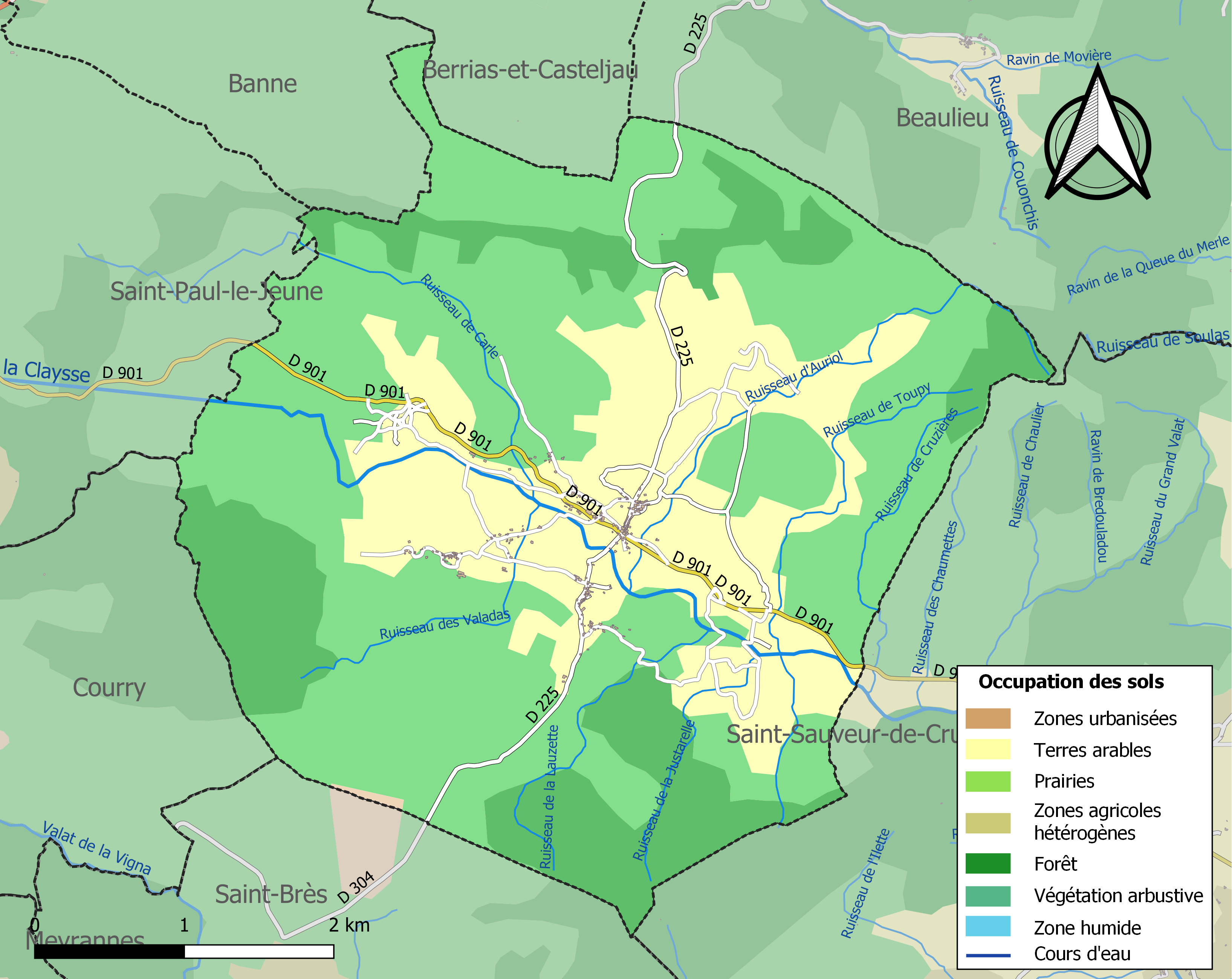
Carte des infrastructures et de l'occupation des sols de la commune en 2018 (CLC).

### Risques naturels

#### Risques sismiques
L'ensemble du territoire de la commune de Saint-André-de-Cruzières est situé en zone de sismicité no 3 (sur une échelle de 1 à 5), comme la plupart des communes situées dans la vallée du Rhône et la Basse Ardèche, mais non loin de la limite orientale de la zone no 2 qui correspond au plateau ardéchois.
| Type de zone | Niveau            | Définitions (bâtiment à risque normal) |
| ------------ | ----------------- | -------------------------------------- |
| Zone 3       | Sismicité modérée | accélération = 1,1 m/s2                |

## Histoire
Construit sur le versant sud de la vallée de la Claysse, Saint-André-de-Cruzières se situe à la limite des départements de l'Ardèche et du Gard.
Sur les hauteurs du village, se trouve le château de Castelas, bâti au XIIe siècle. Ce château servit de quartier général au comte de Saillans en 1792, lors du troisième rassemblement antirévolutionnaire qui eut lieu à quelques kilomètres sur la plaine de Jalès. Entre 1992 et 1996, ce château abrita le Musée international du facteur, qui se trouve aujourd'hui à Largentière.
L'église a été remaniée à plusieurs reprises, seuls subsistent le grand porche de style roman provençal, l'abside et les absidioles d'origine. À noter la grande variété de motifs des voussures du portail : dents d'engrenage, feuilles d'acanthe, boutons de rose, rais de cœur et d'oves. A voir également, l'un des chapiteaux d'origine orné de l'aigle du Saint-Empire romain germanique sur l'une des colonnettes soutenant les voussures intérieures du portail.
--
La filature de Chadouillet.
Construite  entre 1873 et 1875, elle est créée par Odilon Dumas, qui est aussi maire de Saint André. Son fils  Jean Théodore  Ulysse prend sa suite, à  la filature comme à  la mairie.
La filature est construite sur le même  modèle que la plupart des filatures du Bas Vivarais.
La filature emploie essentiellement des jeunes filles qui vivent en famille et rentrent chez elles le soir. Il y a de 45 à  62 fileuses entre 1881 et 1896.

## Politique et administration

### Liste des maires
| Période                                  | Période                   | Identité             | Étiquette       | Qualité  |
| ---------------------------------------- | ------------------------- | -------------------- | --------------- | -------- |
| Les données manquantes sont à compléter. |                           |                      |                 |          |
| mars 1989                                | mars 2001                 | Charles Martin       |                 |          |
| mars 2001                                | mars 2008                 | Georges Dumas        |                 |          |
| mars 2008                                | En cours (au 6 août 2020) | Jean-Manuel Garrido, | ? puis UDI (PR) | Retraité |

## Population et société

### Démographie
L'évolution du nombre d'habitants est connue à travers les recensements de la population effectués dans la commune depuis 1793. Pour les communes de moins de 10 000 habitants, une enquête de recensement portant sur toute la population est réalisée tous les cinq ans, les populations de référence des années intermédiaires étant quant à elles estimées par interpolation ou extrapolation. Pour la commune, le premier recensement exhaustif entrant dans le cadre du nouveau dispositif a été réalisé en 2004.

En 2022, la commune comptait 464 habitants, en évolution de −0,43 % par rapport à 2016 (Ardèche : +2,48 %, France hors Mayotte : +2,11 %).
| 1793 | 1800 | 1806 | 1821 | 1831 | 1836  | 1841  | 1846  | 1851  |
| ---- | ---- | ---- | ---- | ---- | ----- | ----- | ----- | ----- |
| 617  | 671  | 655  | 789  | 965  | 1 006 | 1 052 | 1 093 | 1 154 |

| 1856  | 1861  | 1866  | 1872  | 1876  | 1881 | 1886  | 1891 | 1896  |
| ----- | ----- | ----- | ----- | ----- | ---- | ----- | ---- | ----- |
| 1 135 | 1 156 | 1 231 | 1 214 | 1 132 | 955  | 1 081 | 954  | 1 016 |

| 1901 | 1906 | 1911 | 1921 | 1926 | 1931 | 1936 | 1946 | 1954 |
| ---- | ---- | ---- | ---- | ---- | ---- | ---- | ---- | ---- |
| 878  | 886  | 789  | 674  | 622  | 582  | 555  | 522  | 434  |

| 1962 | 1968 | 1975 | 1982 | 1990 | 1999 | 2004 | 2006 | 2009 |
| ---- | ---- | ---- | ---- | ---- | ---- | ---- | ---- | ---- |
| 471  | 425  | 403  | 411  | 383  | 415  | 500  | 535  | 492  |

| 2014 | 2019 | 2022 | - | - | - | - | - | - |
| ---- | ---- | ---- | - | - | - | - | - | - |
| 471  | 461  | 464  | - | - | - | - | - | - |

### Enseignement
La commune est rattachée à l'académie de Grenoble.

### Médias
La commune est située dans la zone de distribution de deux organes locaux de la presse écrite :
- L'Hebdo de l'Ardèche

Il s'agit d'un journal hebdomadaire français basé à Valence et couvrant l'actualité de tout le département de l'Ardèche.
- Le Dauphiné libéré

Il s'agit d'un journal quotidien de la presse écrite française régionale distribué dans la plupart des départements de l'ancienne région Rhône-Alpes, notamment l'Ardèche. La commune est située dans la zone d'édition d'Aubenas et Privas-Vallée du Rhône.

### Cultes
L'église (propriété de la commune) et la communauté catholique de Saint-André-de-Cruzières sont rattachées à la paroisse Saints Pierre et Paul de Païolive, elle-même rattachée au diocèse de Viviers.

## Culture et patrimoine

### Lieux et monuments
- Église Saint-André ;
- Croix de cimetière contiguë à l'église ;
- Cavités naturelles : la grotte de Côtepatière et l'avent de Peyrejal, inventés par Jules de Malbos.

### Personnalités liées à la commune
- Maurice Grimaud (1913-2009), préfet de police de Paris pendant mai 68.

### Héraldique
|  | Saint-André-de-Cruzières possède des armoiries dont l'origine et le blasonnement exact ne sont pas disponibles. |